# تینه اورنائوت
تینه اورناوت (زاده ۳ سپتامبر ۱۹۸۸) بازیکن والیبال اسلوونیایی از اعضای تیم ملی والیبال مردان اسلوونی است.

## دست‌آوردها

### فردی
- ۲۰۱۵ قهرمانی اروپا - بهترین اسپکر بیرونی
- ۲۰۱۶ لیگ قهرمانان اروپا - بهترین اسپکر بیرونی